# Барцяни (гміна)
Гміна Барцяни (пол. Gmina Barciany) — сільська гміна у північній Польщі. Належить до Кентшинського повіту Вармінсько-Мазурського воєводства.
Станом на 31 грудня 2011 у гміні проживало 6753 особи.

## Територія
Згідно з даними за 2007 рік площа гміни становила 293.62 км², у тому числі:
- орні землі: 82.00%
- ліси: 8.00%

Таким чином, площа гміни становить 24.21% площі повіту.

## Населення
Станом на 31 грудня 2011:
| Опис     | Загалом | Загалом | Чоловіки | Чоловіки | Жінки | Жінки |
| -------- | ------- | ------- | -------- | -------- | ----- | ----- |
| одиниця  | осіб    | %       | осіб     | %        | осіб  | %     |
| все      | 6753    | 100     | 3439     | 50.93    | 3314  | 49.07 |
| міське   | 0       | 100     | 0        |          | 0     |       |
| сільське | 6753    | 100     | 3439     | 50.93    | 3314  | 49.07 |

## Сусідні гміни
Гміна Барцяни межує з такими гмінами: Кентшин, Корше, Семпополь, Сроково.